# Mikayla Pivec
Mikayla Denali Pivec (Lynnwood, 18 novembre 1997) è una cestista statunitense.

## Carriera
È stata selezionata dalle Atlanta Dream al terzo giro del Draft WNBA 2020 (25ª scelta assoluta).
Con gli Stati Uniti ha disputato i Giochi panamericani di Lima 2019.